# Готфрид фон Хайнсберг
Готфрид фон Хайнсберг (на немски: Gottfried von Heinsberg; † пр. 1185 /сл. 1190) е господар на Хайнсберг (1169). Резиденция на господарите на Хайнсберг е замък Хайнсберг, създаден през 9 век. Той е споменаван в документи от 1169 до първата половина на 1181 г.

## Произход
Той е син на Госвин II фон Хайнсберг († 1167/1170), господар на Хайнсберг и Фалкенбург, и съругата му Аделхайд фон Зомершенбург († ок. 1180), дъщеря на саксонския пфалцграф Фридрих I фон Зомершенбург († 1121) и Аделхайд фон Лауфен (* 1075).
Брат му Филип I фон Хайнсберг (1130 – 1191) е архиепископ на Кьолн (1167 – 1191), ерцканцлер на Германия и Италия и херцог на Вестфалия. Готфрид I помага на брат си, който подготвя дори сватбата му в Кьолн.

## Фамилия
Готфрид фон Хайнсберг се жени между 2 февруари 1171 и 1172 г. за София фон Ньорвених († ок. 1202), дъщеря на граф Адалберт фон Зафенберг-Ньорвених-Маубах († 1177) и Аделхайд фон Вианден († 1207). Те имат една дъщеря:
- Аделхайд фон Хайнсберг († сл. 1217), наследничка на Хайнсберг, омъжена ок. 1186 г. за граф Арнолд II фон Клеве († пр. 1201)